# Tina Hartmann
Tina Hartmann (* 21. September 1973 in Stuttgart) ist eine deutsche Professorin für Literaturwissenschaft, Autorin und Librettistin.

## Leben
Tina Hartmann studierte von 1993 bis 1999 Neuere deutsche Literaturwissenschaft, Komparatistik und Kunstgeschichte an der Universität Tübingen und University of Kent at Canterbury. 1999 bis 2003 promovierte sie bei Klaus-Detlef Müller mit einer preisgekrönten Arbeit zu Goethes Musiktheater. 2011 wurde sie an der Universität Jena habilitiert mit Das Libretto oder die Königin der Poesie ersch. 2017 als Grundlegung einer Librettologie.
Seit 2003 ist Hartmann als Librettistin und war bis 2016 auch als Dramaturgin tätig, u. a. für Staatsoper Stuttgart, Staatstheater Nürnberg, Ludwigsburger Schlossfestspiele, Schwetzinger Schlossfestspiele, Theater Freiburg, Nationaltheater Weimar, Berliner Philharmoniker und Osterfestspiele Baden-Baden. Ihre Libretti wurden vertont u. a. von Lucia Ronchetti, Karola Obermüller, Peter Gilbert, Thomas Leininger, Ludger Vollmer, Sebastian Böhlen, Violeta Dinescu. Parallel dazu war sie Wissenschaftliche Mitarbeiterin der Hamburger Stiftung zur Förderung von Wissenschaft und Kultur (WIKU) (2004–2007) und Operndramaturgin am Theater und Orchester Heidelberg (2009–2010) sowie am Badischen Staatstheater Karlsruhe (2011–2012). Seit 2012 leitet sie das Fach Literaturwissenschaft berufsbezogen an der Universität Bayreuth.
Mit dem Architekturtheoretiker Stephan Trüby und zwei gemeinsamen Töchtern lebt sie in Stuttgart.

## Werke
Mit ihren umfangreichen Schriften zum Musiktheater des 17. bis 19. Jahrhunderts, namentlich dem Standardwerk Goethes Musiktheater und der Monographie Grundlegung einer Librettologie, gehört sie neben dem Romanisten Albert Gier zu den zentralen Vertretern einer literaturwissenschaftlichen Librettoforschung, der Librettologie. Darüber hinaus forscht, lehrt und publiziert sie zu den Themen (Gender-)Gerechte Sprache, Gender und Diversity, Rassismus und Femizid, Kastraten, Barocktheater und historische Aufführungspraxis, Literatur und Architektur.

### Libretti
Seit 2017 erscheinen Libretti unter Tiina (= finnische Namensschreibung) Hartmann
- 2018  Der Kleine und Otello. Kinderoper nach Verdi Otello. Berliner Philharmoniker und Osterfestspiele Baden-Baden. UA Berlin 2019.[7]

- 2017 The Circle. Oper für Ludger Vollmer nach dem gleichnamigen Roman von Dave Eggers. UA Nationaltheater Weimar 2019.[8]

- 2014–2016 Tschick. Oper für Ludger Vollmer nach dem gleichnamigen Roman von Wolfgang Herrndorf. UA Theater Hagen 2017. WA Staatstheater Darmstadt 2022[9][10][11]

- 2012–2016 CRUSADES Oper für Ludger Vollmer. UA Theater Freiburg 2017.[12]

- 2013 Janus – Sunaj. Kantate für Thomas W. Leininger und Sebastian Böhlen. UA Basel 2013.

- 2012–2013 Auf Engelsschwingen und Eselsrücken. Ein Weihnachtsoratorium für Thomas W. Leininger. UA Margarethen-Kantorei Binnottmingen, Basel 2014.

- 2009–2012 SIVAS 93 für Fazil Say.

- 2010–2011 Die Dinos und die Arche für Thomas W. Leininger nach einem Entwurf von Cédric Costantino. Kinderoper. UA Badisches Staatstheater Karlsruhe 2012.[13]

- 2007–2009 Dreimaldrei gleich unendlich. Die Schuld der Schwester. Musik: Karola Obermüller und Peter Gilbert. Akademie Schloss Solitude, Stuttgart 2009.[14]

- 2008/2009 Kastraten – Gesang nach Messers Schneide. Thalia Theater Halle, Oper Halle und Händelfestspiele Halle 2009. Musik: G. F. Händel u. a.[15]

- 2007 Alceste (Alcides). Textrekonstruktion für die szenische UA der Masque von G. F. Händel. Theater Erlangen und Staatstheater Nürnberg 2008.

- 2004/2005 Last Desire (nach Oscar Wilde Salome) für Lucia Ronchetti; Forum Neues Musiktheater Stuttgart, 2004/2005. 2005 von Kritikern der Opernwelt für die beste UA des Jahres nominiert.[16] Wiederaufführung 2011 an der Staatsoper unter den Linden im Schillertheater, Berlin.

### CD
- Geboren unter diesem weichen Wind. Sebastian Böhlen Band featuring Efrat Alony. Laika Records 2016.
- Auf Engelsschwingen und Eselsrücken, Thomas W. Leininger/ Tina Hartmann:. Eine Weihnachtsgeschichte im Barocken Stil. für. Margarethen-Kantorei Binningen Bottmingen, Basel 2014.

### Schriften (Auswahl)

#### Monographien
- Grundlegung einer Librettologie. Musik- und Lesetext am Beispiel der Alceste-Opern vom Barock bis zu C. M. Wieland. Quellen und Forschungen zur Literatur- und Kulturgeschichte. Ernst Osterkamp und Werner Röcke (Hg.). Berlin, New York 2017.

- Goethes Musiktheater. Singspiele, Opern, Festspiele, Faust. Tübingen (Niemeyer) 2004.

#### Herausgeberschaften
- Forever Young. 20 Jahre Junge Oper Stuttgart. Tina Hartmann (Hg.). Stuttgart 2017.

- Barocktheater als Spektakel. Maschine, Blick und Bewegung auf der Opernbühne des Ancien Régime. Nicola Gess, Tina Hartmann, Dominika Hens (Hg.). Eikones. Herausgegeben vom Nationalen Forschungsschwerpunkt Bildkritik an der Universität Basel. Paderborn 2015.

- Die Welt ist nicht erfunden. Sieben Autoren. Tina Hartmann und Jean-Baptiste Joly (Hg.). Edition Solitude. Reihe Projektiv. Stuttgart 2014.

- Barocktheater heute – von der Wissenschaft zur Bühne. Hg. von Nicola Gess, Tina Hartmann und Robert Sollich. Bielefeld (transcript) 2009.

- Wielands Werke. Historisch kritische Ausgabe. Hg. Klaus Manger und Jan Philipp Reemtsma. Berlin, New York. Bearbeitung der Singspiele und Abhandlungen.

## Auszeichnungen und Stipendien
- 2010 Preis des Cambridge YMCA Family Theater, Boston für Dreimaldrei gleich unendlich.
- 2008 – 2009 Stipendium der Akademie Schloss Solitude, Stuttgart, im Bereich Darstellende Künste.
- 2004 – 2006 Stipendium der ‚Akademie Musiktheater Heute‘, Deutsche Bank Stiftung.
- 2003 Promotionspreis der Eberhard-Karls-Universität Tübingen für Goethes Musiktheater.
- 1999 – 2003 Promotionsstipendium der Friedrich-Ebert-Stiftung.